# Campeonato Europeo de Gimnasia en Trampolín de 2012
El XXIII Campeonato Europeo de Gimnasia en Trampolín se celebró en San Petersburgo (Rusia) entre el 10 y el 14 de abril de 2012 bajo la organización de la Unión Europea de Gimnasia (UEG) y la Federación Rusa de Gimnasia.
Las competiciones se realizaron en el Complejo Deportivo y de Conciertos de la ciudad rusa.